# El viatge de la Vida

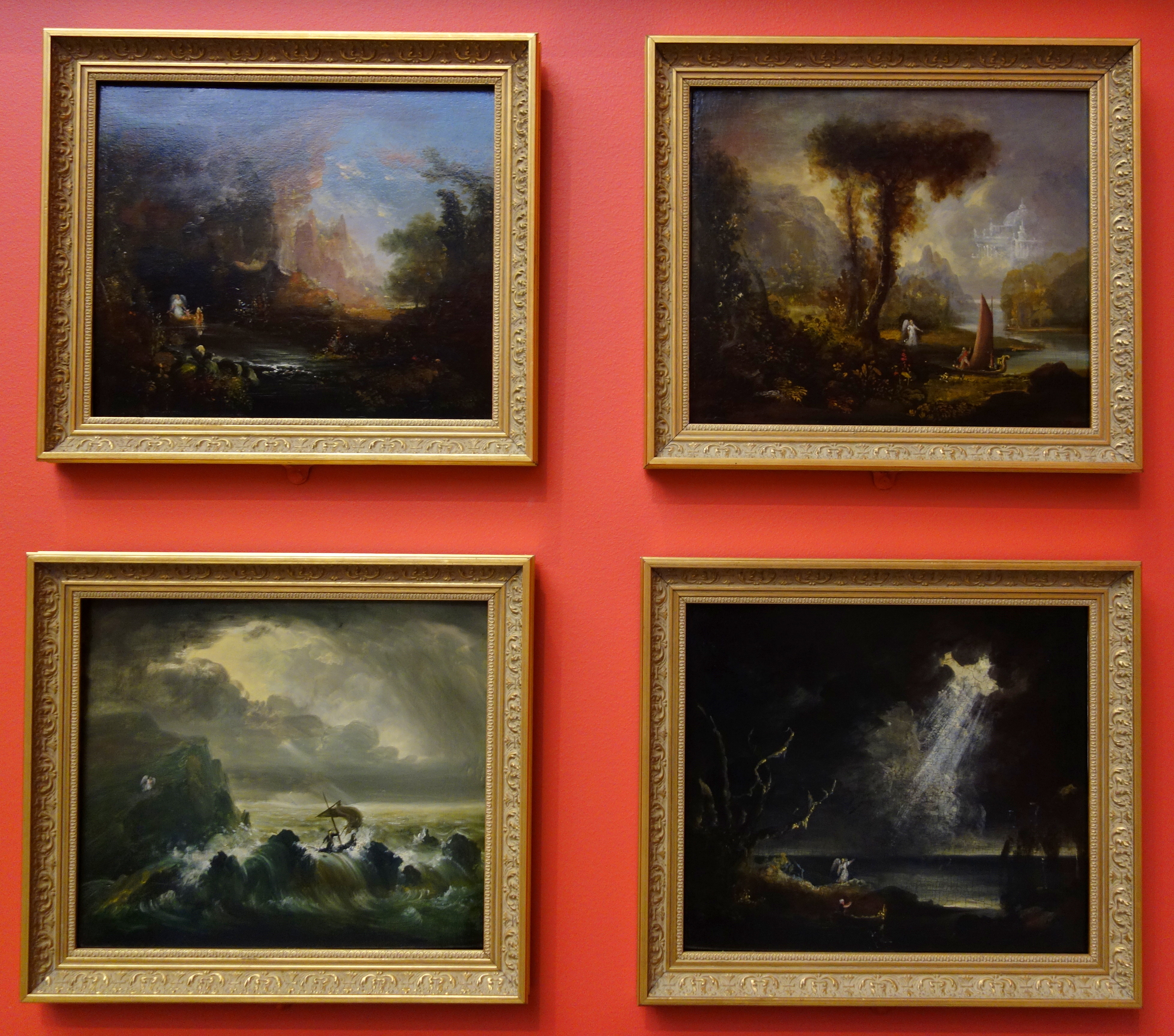
Esbossos per El viatge de la vida, conservats en el Albany Institute of History and Art (Albany)

El viatge de la Vida, o The Voyage of Life, en el seu títol original en anglès, és una sèrie de quatre pintures de Thomas Cole, pintor estatunidenc d'origen britànic, considerat l'iniciador de l'Escola del Riu Hudson. Aquests quatre llenços van ser pintats l'any 1842, i es troben a la National Gallery of Art de Washington DC, a l'Ailsa Mellon Bruce Fund.

## Història
Cole ja havia realitzat l'any 1836 una sèrie pictòrica anomenada El Curs de l'Imperi, formada per cinc pintures, actualment conservades a la New-York Historical Society. Aquell conjunt representava l'evolució històrica d'un Imperi anònim, des del seu inici fins que només en resten les seves ruïnes. Ja a l'any 1836, Cole va assenyalar en el seu quadern la seva intenció de representar una "al·legoria de la vida humana". El 1839 va rebre l'encárrec del banquer Samuel Ward (1786-New York,1839) de realitzar una sèrie de quatre llenços sobre aquest tema.
A l'estiu de 1839, Cole va fer un viatge per les White Mountains (Nou Hampshire), fent diversos esbossos i croquis, per després realitzar els llenços definitius al seu taller. Uns esbossos realitzats per aquesta finalitat es conserven al Albany Institute of History & Art, Albany.

El 27 de novembre 1839, quan havia començat, el quadre de "La Infància", Ward va morir. Tot i això, Cole va continuar l'elaboració dels llenços, que va acabar el novembre de 1840. Poc després va exposar les pintures a l'Acadèmia Nacional de Disseny de Nova York, i que actualment són al Munson-Williams-Proctor Arts Institute d'Utica (Nova York). Les dificultats que va tenir amb els hereus de Ward el van portar a fer traces de les pintures, amb la intenció de fer-ne una còpia. El 1841 va viatjar a Europa, on el seu amic George Washington Greene (1811-1883), el va animar a realitzar la còpia projectada, que va pintar al seu retorn als Estats Units. l'any 1842. Els quadres exposats a la National Gallery of Art de Washington DC. són aquesta segona variant del conjunt. 

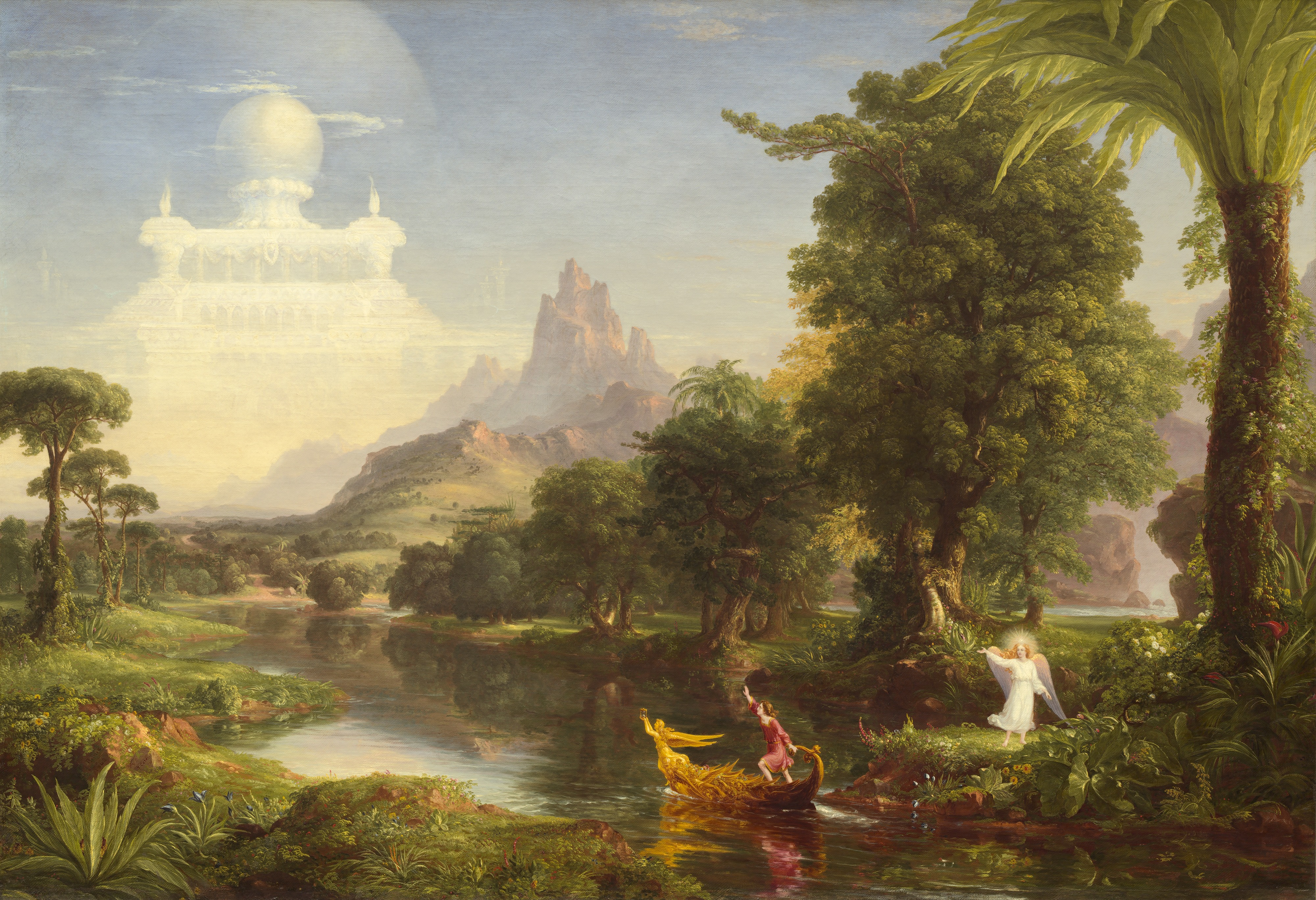
El viatge de la Vida-Joventut

## Anàlisi
Aquest conjunt relata el viatge d'un heroi arquetípic al llarg del "Riu de la Vida". Assumint amb confiança el control del seu destí i aliè als perills que l'esperen, s'esforça per arribar a un castell en l'aire, emblema dels somnis i aspiracions jovenils. A mesura que s'acosta al seu objectiu, el corrent, cada vegada més turbulent, es desvia del seu curs i el porta implacablement cap a la següent imatge de la sèrie, on els elements naturals, els personatges malvats i l'autodubte posen en perill pròpia existència. Només l'oració, suggereix Cole, pot salvar-lo d'un destí tràgic.
Des de la innocència de la infància, la sobreconfiança juvenil, les tribulacions de l'edat madura, fins a la salvació triomfal de l'heroi, aquesta pintura sembla intrínsecament vinculada a la doctrina cristianiana de la mort i la resurrecció. El viatger de Cole també es pot llegir com una personificació dels Estats Units d'Amèrica, en una mena d'etapa adolescent de desenvolupament. L'artista podria haver estat advertint als partidaris del Destí Manifest, que l'expansió cap a l'Oest dels Estats Units i la industrialització desenfrenada tindrien conseqüències tràgiques, tant per a l'Home com per a la Natura.
En comparació amb la seva anterior sèrie d'El curs de l'imperi, més barroc i teatral, el Viatge de la vida és d'una concepció més simple i íntima, encara que amb un alt sentit poètic i simbòlic. Si El curs de l'imperi era representat cronològicament per un Dia, des de l'alba fins al crepuscle, l'equivalent temporal d'El viatge de la vida són les quatre estacions de l'any. Compositivament, és evident que la sèrie tenia la intenció de ser mostrada conjuntament i correlativament; així, la primera i tercera pintures presenten el curs del riu d'esquerra a dreta, mentre que en la segona i quarta és al revés.

## El Viatge de la Vida

### Infància

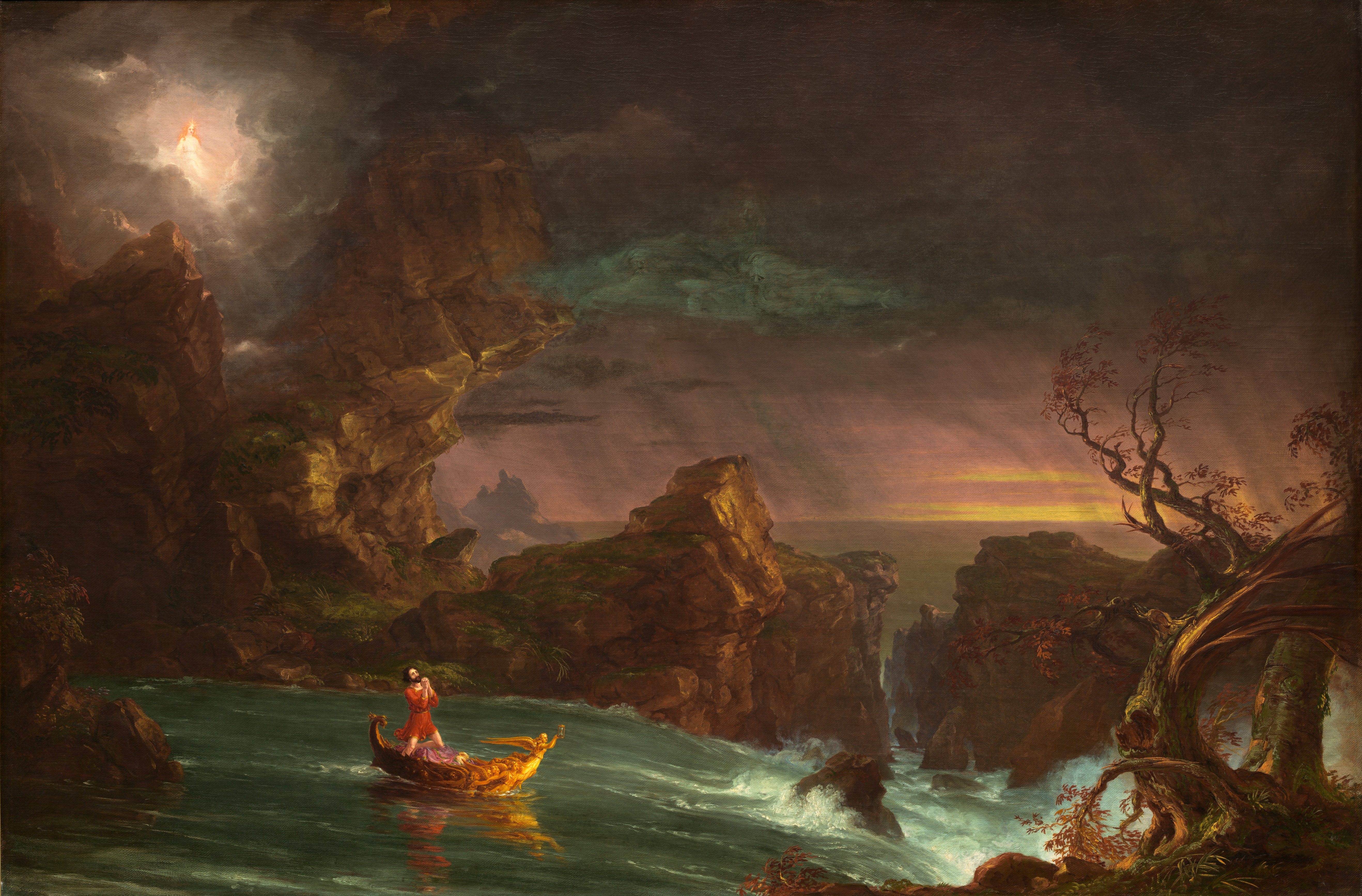
El viatge de la Vida-Maduresa

El viatge comença amb un infant en una barca que navega pel riu de la Vida, guiat al timó pel seu àngel de la guarda. Està assegut en un llit de flors, un símbol de la vida acabada de brotar. L'àngel està vestit de blanc, porta les ales desplegades i en el seu cap brilla una llum brillant, com un halo. L'embarcació té un mascaró de proa en forma de figura alada que aixeca a les seves mans un rellotge de sorra, símbol de la caducitat de la vida. La barca emergeix d'una cova fosca que representaria el cos de la mare, i comença el viatge a través d'un riu serè, envoltat d'exuberant vegetació. El fons és muntanyós, mentre que a la dreta s'obre un celatge serè, amb una clara llum de l'alba.

### Joventut
En aquesta escena el viatger ja és un jove adult que guía ell mateix el timó de la nau, saludat des de la costa per l'àngel, que aixeca el braç dret amb la mà desplegada convidant-lo a seguir el seu propi camí. El riu encara està serè i ple d'exuberant vegetació d'arbres alts. En el fons apareix un fabulós palau o castell de color blanc, com a símbol dels somnis i ambicions de l'ésser humà. El cel és blau i serè, de migdia.

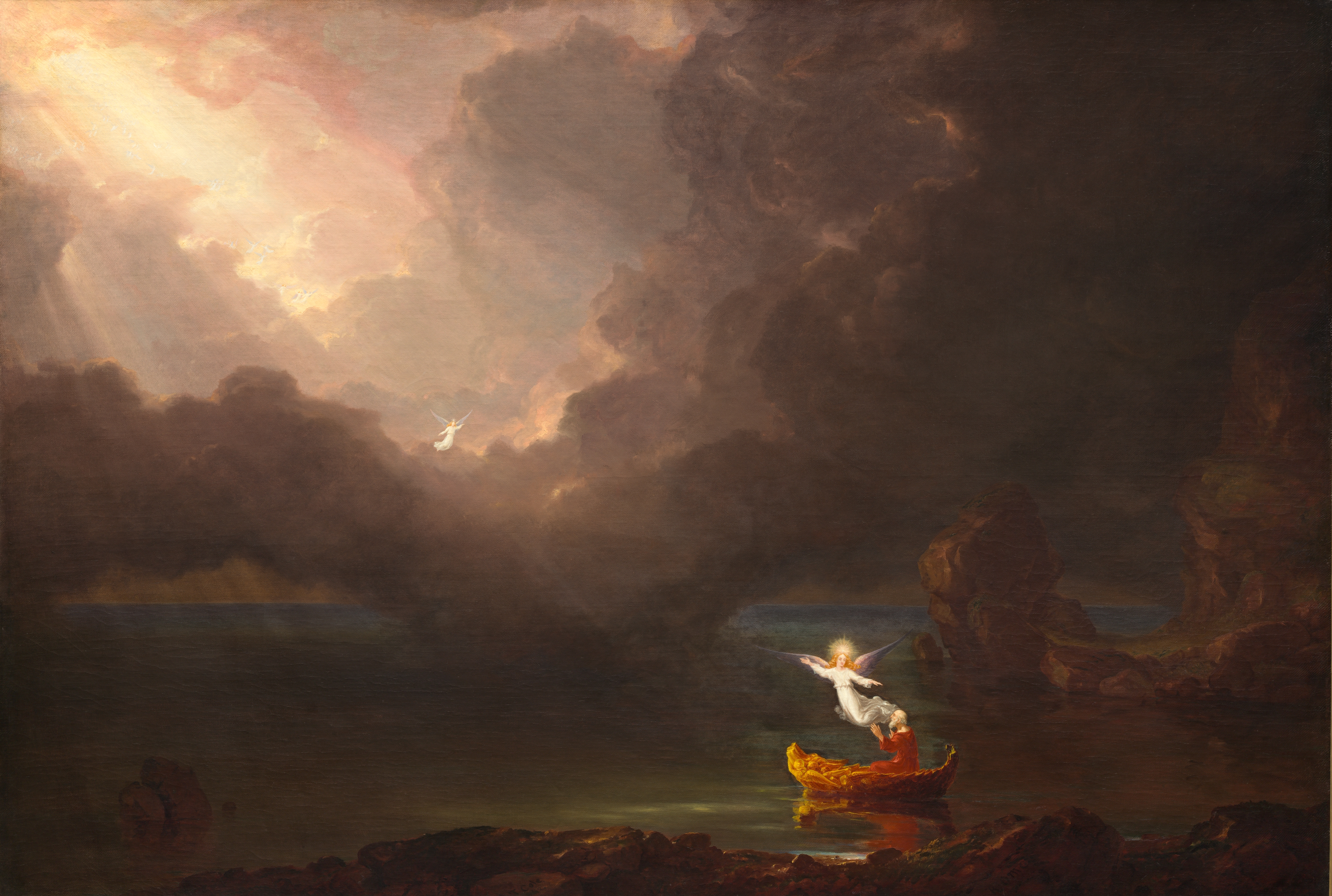
El viatge de la Vida-Vellesa

### Maduresa
L'embarcació apareix enmig d'un riu més ràpid que es dirigeix a un indret d'aigües turbulentes, entre roques, enmig d'un paisatge àrid en el qual només creix un arbre sec a la part inferior dreta. El pelegrí ja és un home madur i barbut, que recull les seves mans en senyal d'oració. El cel és tempestuós i en la foscor del fons és visible la llum taronja del crepuscle. Al cantó superior esquerra apareix, en una intensa llum blanca, l'àngel que acompanya el viatger, que mira impotent com el viatger s'afanya irremeiablement cap al seu final. Segons Cole, només la intervenció divina pot salvar el viatger d'un desenllaç tràgic.

### Vellesa
El cicle es tanca amb l'embarcació que flueix cap a un oceà tranquil (l'Eternitat), amb el viatger ja ancià, Un àngel flotant a baixa altitud sobre la barca, li mostra l'altre Món, que s'obre a la cantonada superior esquerra en forma de raigs de llum, en què un altre àngel sura en la distància. L'embarcació ha perdut la màscara de proa i, per tant, el rellotge de sorra, símbol de la vida que ha arribat a la seva fi. Cal remarcar que, en aquest llenç, Cole ha deixat de banda tots els signes de Natura i d'existència terrenal.

## Procedència
- Venut per l'artista a George K. Shoenberger [1809-1892], Cincinnati, potser l'any 1845 i en tot cas no més tard que el maig del 1846;
- Els hereus de Shoenberger, després del 20 de gener de 1892;
- Comprat l'any 1908 per by Ernst H. Huenefeld, Cincinnati;
- Regalat l'any 1908 al Bethesda Hospital and Deaconess Association of Methodist Church of Cincinnati;
- Venut el 17 de maig 1971 (a través de Hirschl & Adler Galleries, New York) a la National Gallery of Art.[11]